# Coppa del mondo di arrampicata 2011
La Coppa del mondo di arrampicata 2011 si è disputata dal 14 aprile al 26 novembre, nelle tre specialità lead, boulder e speed.
Il titolo lead è stato conquistato da Jakob Schubert stabilendo un nuovo primato di vittorie consecutive: sette vittorie, dalla prima tappa a luglio a Chamonix, alla settima in ottobre ad Amman. Il precedente record apparteneva al francese Alexandre Chabot, con sei primi posti consecutivi nella stagione 2002.

## Classifica maschile

### Generale
| Pos. | Atleta         |
| ---- | -------------- |
| 1    | Jakob Schubert |
| 2    | Sean McColl    |
| 3    | Klemen Becan   |

### Lead
| Pos.                                                                        | Atleta                   | FRA      | FRA      | CHN     | CHN         | BEL | USA | JOR | FRA | SLO | ESP | Punti |
| --------------------------------------------------------------------------- | ------------------------ | -------- | -------- | ------- | ----------- | --- | --- | --- | --- | --- | --- | ----- |
| 1                                                                           | Jakob Schubert           | 1        | 1        | 1       | 1           | 1   | 1   | 1   | 5   | 3   | 2   | 845   |
| 2                                                                           | Ramón Julián Puigblanque | 2        | 3        | 5       | 2           | 3   | 8   | 2   | 1   | 11  | 1   | 661   |
| 3                                                                           | Sachi Amma               | 4        | 4        | 2       | 3           | 2   | 2   |     | 3   | 2   | 3   | 625   |
| 4                                                                           | Manuel Romain            | 7        | 2        | 3       | 5           | 4   | 4   | 3   | 6   | 7   | 4   | 516   |
| 5                                                                           | Romain Desgranges        | 6        | 7        | 4       | 8           | 20  | 3   | 5   | 8   | 4   | 10  | 430   |
| 6                                                                           | Sean McColl              | 15       |          |         |             | 6   | 7   |     | 2   | 1   | 5   | 343   |
| 7                                                                           | Thomas Tauporn           | 14       | 13       | 6       | 4           | 19  | 9   |     | 4   | 10  | 6   | 339   |
| 8                                                                           | Hyunbin Min              | 10       | 5        | 8       | 6           | 11  |     | 10  |     | 8   | 7   | 320   |
| 9                                                                           | Gauthier Supper          | 11       | 9        | 11      | 10          | 8   | 12  | 7   | 7   | 24  | 11  | 316   |
| 10                                                                          | Mario Lechner            | 12       | 11       | 9       | 7           | 13  | 10  | 9   | 11  | 18  | 18  | 281   |
| \| Legenda \| 1º posto \| 2º posto \| 3º posto \| A punti \| Senza punti \| |                          |          |          |         |             |     |     |     |     |     |     |       |
| Legenda                                                                     | 1º posto                 | 2º posto | 3º posto | A punti | Senza punti |     |     |     |     |     |     |       |

### Boulder
| Pos.                                                                        | Atleta                   | ITA      | SLO      | AUT     | CAN         | USA | NED | ESP | GBR | GER | Punti |
| --------------------------------------------------------------------------- | ------------------------ | -------- | -------- | ------- | ----------- | --- | --- | --- | --- | --- | ----- |
| 1                                                                           | Kilian Fischhuber        | 1        | 3        | 23      | 9           | 1   | 1   | 5   | 1   | 6   | 600   |
| 2                                                                           | Dmitry Sharafutdinov     | 5        | 2        | 1       |             | 2   | 4   | 3   |     | 1   | 531   |
| 3                                                                           | Guillaume Glairon Mondet | 4        | 1        | 17      | 10          | 5   | 7   | 1   | 18  | 14  | 423   |
| 4                                                                           | Tsukuru Hori             | 6        | 8        | 33      | 1           | 8   | 12  | 7   | 24  | 7   | 348   |
| 5                                                                           | Alexey Rubtsov           | 8        | 5        | 12      |             |     | 10  | 4   | 3   | 3   | 338   |
| 6                                                                           | Rustam Gelmanov          | 3        | 23       | 6       |             | 10  | 18  | 2   |     | 2   | 329   |
| 7                                                                           | Klemen Becan             | 9        | 13       | 2       | 2           | 25  | 23  | 25  | 10  | 4   | 323   |
| 8                                                                           | Loïc Gaidioz             | 10       | 4        | 4       | 7           | 16  | 17  | 16  | 27  | 17  | 260   |
| 9                                                                           | Daniel Woods             |          |          |         |             | 11  | 2   | 13  | 4   | 13  | 218   |
| 10                                                                          | Lukas Ennemoser          |          | 7        | 3       |             |     | 9   | 6   | 21  | 27  | 204   |
| \| Legenda \| 1º posto \| 2º posto \| 3º posto \| A punti \| Senza punti \| |                          |          |          |         |             |     |     |     |     |     |       |
| Legenda                                                                     | 1º posto                 | 2º posto | 3º posto | A punti | Senza punti |     |     |     |     |     |       |

### Speed
| Pos.                                                                        | Atleta                 | ITA      | FRA      | ITA     | CHN         | CHN | Punti |
| --------------------------------------------------------------------------- | ---------------------- | -------- | -------- | ------- | ----------- | --- | ----- |
| 1                                                                           | Lukasz Swirk           | 4        | 5        | 2       | 2           | 5   | 317   |
| 2                                                                           | Sergey Sinitsyn        | 1        | 4        | 6       | 4           | 4   | 312   |
| 3                                                                           | Sergey Abdrakhmanov    | 12       | 1        | 3       | 8           | 3   | 298   |
| 4                                                                           | Evgenii Vaitcekhovskii | 2        | 31       | 5       | 9           | 1   | 268   |
| 5                                                                           | Libor Hroza            | 3        | 2        | 9       | 6           | 9   | 266   |
| 6                                                                           | Stanislav Kokorin      | 8        | 8        | 1       | 12          | 16  | 228   |
| 7                                                                           | Jedrzej Komosinski     | 5        | 32       | 4       | 5           | 8   | 197   |
| 8                                                                           | Zufar Nigmanov         | 6        | 9        | 7       | 16          | 17  | 165   |
| 8                                                                           | Qixin Zhong            |          | 3        |         | 1           |     | 165   |
| 10                                                                          | Arseniy Shevchenko     | 9        |          | 8       | 7           | 11  | 151   |
| \| Legenda \| 1º posto \| 2º posto \| 3º posto \| A punti \| Senza punti \| |                        |          |          |         |             |     |       |
| Legenda                                                                     | 1º posto               | 2º posto | 3º posto | A punti | Senza punti |     |       |

## Classifica femminile

### Generale
| Pos. | Atleta        |
| ---- | ------------- |
| 1    | Mina Markovic |
| 2    | Jain Kim      |
| 3    | Akiyo Noguchi |

### Lead
| Pos.                                                                        | Atleta              | FRA      | FRA      | CHN     | CHN         | BEL | USA | JOR | FRA | SLO | ESP | Punti |
| --------------------------------------------------------------------------- | ------------------- | -------- | -------- | ------- | ----------- | --- | --- | --- | --- | --- | --- | ----- |
| 1                                                                           | Mina Markovic       | 1        | 2        | 1       | 1           | 3   | 2   | 1   | 5   | 2   | 1   | 751   |
| 2                                                                           | Jain Kim            | 1        | 4        | 2       | 1           | 1   |     | 3   | 8   | 1   | 1   | 681   |
| 3                                                                           | Maja Vidmar         | 16       | 1        | 4       | 3           | 11  | 4   | 2   | 6   | 5   | 5   | 535   |
| 4                                                                           | Angela Eiter        | 1        | 3        |         |             | 2   | 5   |     | 4   | 6   | 1   | 454   |
| 5                                                                           | Katharina Posch     | 6        | 9        | 3       | 7           | 10  | 14  | 11  | 2   | 3   | 8   | 438   |
| 6                                                                           | Johanna Ernst       | 11       |          |         |             | 7   | 1   |     | 1   | 8   | 4   | 369   |
| 7                                                                           | Yana Chereshneva    | 9        | 7        | 7       | 6           | 9   |     | 14  | 3   | 9   | 12  | 357   |
| 8                                                                           | Christine Schranz   | 6        | 5        | 9       | 8           | 12  | 9   | 8   | 11  | 14  | 7   | 350   |
| 9                                                                           | Charlotte Durif     | 12       | 6        | 6       | 5           | 19  | 8   | 6   | 16  | 7   | 12  | 347   |
| 10                                                                          | Caroline Ciavaldini | 1        | 10       | 9       | 9           | 23  | 10  | 11  | 12  | 12  | 11  | 331   |
| \| Legenda \| 1º posto \| 2º posto \| 3º posto \| A punti \| Senza punti \| |                     |          |          |         |             |     |     |     |     |     |     |       |
| Legenda                                                                     | 1º posto            | 2º posto | 3º posto | A punti | Senza punti |     |     |     |     |     |     |       |

### Boulder
| Pos.                                                                        | Atleta              | ITA      | SLO      | AUT     | CAN         | USA | NED | ESP | GBR | GER | Punti |
| --------------------------------------------------------------------------- | ------------------- | -------- | -------- | ------- | ----------- | --- | --- | --- | --- | --- | ----- |
| 1                                                                           | Anna Stöhr          | 2        | 1        | 1       | 2           | 1   | 2   | 6   | 6   | 3   | 652   |
| 2                                                                           | Akiyo Noguchi       | 4        | 2        | 7       | 1           | 5   | 1   | 1   | 1   | 6   | 633   |
| 3                                                                           | Alex Puccio         | 6        | 3        | 2       | 6           | 2   | 10  | 2   | 3   | 8   | 502   |
| 4                                                                           | Melissa Le Neve     | 3        | 8        | 23      | 8           | 3   | 3   | 3   | 2   |     | 427   |
| 5                                                                           | Mina Markovic       | 5        | 11       | 19      | 5           | 8   | 7   | 4   |     | 1   | 385   |
| 6                                                                           | Juliane Wurm        | 15       |          | 9       | 4           | 16  | 4   | 5   | 4   | 2   | 375   |
| 7                                                                           | Jain Kim            | 1        |          | 4       | 3           | 4   |     |     |     |     | 275   |
| 8                                                                           | Alex Johnson        | 8        | 10       | 25      | 7           | 7   | 9   | 7   | 12  |     | 273   |
| 9                                                                           | Anne-Laure Chevrier | 12       | 17       | 5       | 13          | 10  | 5   | 14  | 17  |     | 250   |
| 10                                                                          | Katharina Saurwein  | 16       | 9        | 23      | 9           | 11  | 11  | 10  | 5   |     | 248   |
| \| Legenda \| 1º posto \| 2º posto \| 3º posto \| A punti \| Senza punti \| |                     |          |          |         |             |     |     |     |     |     |       |
| Legenda                                                                     | 1º posto            | 2º posto | 3º posto | A punti | Senza punti |     |     |     |     |     |       |

### Speed
| Pos.                                                                        | Atleta            | ITA      | FRA      | ITA     | CHN         | CHN | Punti |
| --------------------------------------------------------------------------- | ----------------- | -------- | -------- | ------- | ----------- | --- | ----- |
| 1                                                                           | Edyta Ropek       | 3        | 1        | 3       | 6           | 3   | 342   |
| 2                                                                           | Maria Krasavina   | 2        | 3        | 7       | 1           | 8   | 328   |
| 3                                                                           | Alina Gaydamakina |          | 2        | 1       | 7           | 1   | 323   |
| 4                                                                           | Kseniia Alekseeva | 1        | 15       | 5       | 2           | 5   | 304   |
| 5                                                                           | Yuliya Levochkina | 5        | 8        | 4       | 3           | 4   | 266   |
| 6                                                                           | Cuilian He        |          | 10       |         | 5           | 2   | 165   |
| 7                                                                           | Anna Tsyganova    | 18       | 5        |         | 14          | 7   | 134   |
| 8                                                                           | Klaudia Buczek    | 4        | 18       | 9       |             |     | 108   |
| 9                                                                           | Tamara Kuznetsova | 15       | 24       |         | 9           | 9   | 103   |
| 10                                                                          | Evi Neliwati      |          |          |         | 4           | 6   | 102   |
| \| Legenda \| 1º posto \| 2º posto \| 3º posto \| A punti \| Senza punti \| |                   |          |          |         |             |     |       |
| Legenda                                                                     | 1º posto          | 2º posto | 3º posto | A punti | Senza punti |     |       |